# الشيخ حسين
قرية الشيخ حسين هي إحدى القرى التابعة لمركز ملوى بمحافظة المنيا في جمهورية مصر العربية. حسب إحصاءات سنة 2006، بلغ إجمالي السكان في الشيخ حسين 7002 نسمة، منهم 3587 رجلا و3415 امرأة.